# (673) Edda
(673) Edda es un asteroide perteneciente al cinturón de asteroides descubierto en 1908 por Joel Hastings Metcalf.

## Descubrimiento y denominación
Edda fue descubierto el 20 de septiembre de 1908 por Joel Metcalf desde el observatorio de Taunton, Estados Unidos, e independientemente la noche siguiente por August Kopff desde el observatorio de Heidelberg-Königstuhl, Alemania. Fue designado inicialmente como 1908 EA y, más adelante, se nombró por los Edda, una colección de cuentos de la mitología nórdica.

## Características orbitales
Edda orbita a una distancia media de 2,814 ua del Sol, pudiendo alejarse hasta 2,848 ua. Su inclinación orbital es 2,877° y la excentricidad 0,01191. Emplea 1725 días en completar una órbita alrededor del Sol.

## Características físicas
La magnitud absoluta de Edda es 10,2. Tiene un diámetro de 37,53 km y un periodo de rotación de 14,92 horas. Su albedo se estima en 0,1044.